# Kamala Chandrakirana
Kamala (ou Nana) Chandrakirana (Jacarta, 2 de outubro de 1960) é uma feminista e ativista de direitos humanos pela justiça e democracia da Indonésia.  Desde 2011 ela é membro do Grupo de Trabalho das Nações Unidas sobre discriminação das mulheres na lei e na prática. Ela passou mais de uma década fundando e servindo a Comissão Nacional da Indonésia sobre a Violência contra a Mulher, que é considerado o principal mecanismo do país para os direitos humanos das mulheres. Ela foi a primeira Secretária-Geral da organização em 1998–2003, e depois presidente desde 2003 a 2009. Em 2009, foi co-fundadora da Musawah, um "movimento mundial de igualdade e de justiça na família muçulmana", com outros ativistas, acadêmicos e estudiosos de religião.

## Trabalho
Chandrakirana tem trabalhado em questões de direitos humanos,  justiça social e democracia das mulheres por mais de duas décadas. Ela ajudou a construir redes de coalizões, fortalecimento de mecanismos formais de direitos humanos, tanto na Indonésia e como nas Nações Unidas, e apoiou a participações ativistas em toda a Indonésia, a região Ásia-Pacífico e em todo o mundo.
Durante período de conflito na Indonésia de 2003–2009, Chandrakirana presidiu a Comissão Nacional sobre Violência Contra as Mulheres, que documentou violações críticas dos direitos humanos das mulheres, incluindo em Aceh, Papua, Poso (Central Sulawesi), bem como os estupros de maio de 1998 e os assassinatos de 1965.
Além de ser  membro do Grupo de Trabalho das Nações Unidas sobre discriminação das mulheres na lei e na prática, Chandrakirana atuou em outras posições das Nações Unidas, como especialista em direitos humanos das mulheres. Foi membro do Grupo de Trabalho ESCAP-ONU Mulheres Asia Pacific Regional sobre Mulheres, Paz e Segurança. Chandrakirana tem sido associada a uma série de redes regionais na Ásia-Pacífico, incluindo o Fórum Ásia-Pacífico sobre Mulheres, Lei e Desenvolvimento (APWLD), Direitos Ação Assista Internacional da Mulher, Ásia-Pacífico (IWRAW AP), a Bancada Feminina do Sudeste Asiático em ASEAN e Musawah, o movimento global pela igualdade e justiça na família muçulmana.